# Одинокое правосудие
«Одинокое правосудие» (оригинальное название — англ. Ned Blessing: The True Story of My Life) — мини-сериал, снятый в Остине, штат Техас, был показан по телевидению за четыре недели (по средам), после своей первой премьеры в 1993 году.

## Сюжет
История рассказанная Нэдом, шустрым стариком, которому надоело писать газетные статьи о Юго-Западе и который решает взять перо и рассказать «правдивую историю моей жизни». Пересекая Великие равнины в Техасе с отцом (Крис Купер), молодой Нэд (Сиан Бака) похищен жестокой банды команчей и случайно, отдан на попечение мексиканско-индейскому мистику имени Crecencio (Льюис Авалос). Этот хитрый мудрец учит мальчика, как выжить и как врать и воровать, так что тот вскоре становится известен как бандит «Техасский мальчик».